# Muhammad Bakir al-Madżlisi
Muhammad Bakir al-Madżlisi (arab. محمد باقر المجلسي; pers. محمدباقر مجلسی, Mohammad Bagher Madżlesi), potocznie zwany Al-Allama al-Madżlisi (arab. العلامة المجلسي; pers. علامه مجلسی, Allama-je Madżlesi) (ur. pomiędzy 1615 a 1630 w Isfahanie, zm. około 1700 tamże) – renomowany i potężny perski konserwatywny uczony muzułmański okresu safawidzkiego. Określa się go mianem "jednego z najpotężniejszych i wpływowych ulemów szyickich wszech czasów", którego "polityka, zasady i czyny skierowały imamicki islam szyicki w kierunku rozwoju który trwa do chwili obecnej".
Urodził się w rodzinie cenionego teologa i uczonego, achbaryty Muhammada Taki al-Madżlisiego (ur. 1594/95, zm. 1659/60). Miał dwóch braci (Abd Allaha i Aziz Allaha) i cztery siostry (w tym Amin Begum), które poślubiły innych renomowanych uczonych szyickich. Odpowiada m.in. za zdławienie sufizmu, który do tej pory miał znaczne wpływy na islam szyicki, mistycznych filozofii, falsafy, sunnizmu na terenie państwa Safawidów, a także achbaryzmu w obrębie szkoły dżafaryckiej, co doprowadziło do znacznego umocnienia pozycji duchowieństwa szyickiego.

## Dzieła
Napisał kilkadziesiąt prac i polemik, m.in.:
- Bihar al-anwar (arab. ‏بحار الأنوار‎, pers. بحارالانوار, tłum. morza świateł) – wielka encyklopedia prawniczo-teologiczna[6], licząca 110 woluminów.
- Hakk al-jakin (arab. ‏حق‌ اليقين‎, pers. حق‌الیقین, tłum. rzeczywistość pewności) – zbiór hadisów z komentarzami i analizami autora (bazuje głównie na źródłach wcześniejszych jak Kitab al-Kafi czy Man la jahduruhu al-Fakih), uznawana za ostatnią pracę Madżlisiego.